# Apacsok
Az apacs név több kulturálisan kapcsolódó csoportnak az együttes neve az Amerikai Egyesült Államokban. Ezek a népek egy déli atabaszkán (apacs) nyelvet beszélnek. A mai apacs elnevezés nem foglalja magába a navahókat. Mindazonáltal a navahó és a többi apacs csoportok kultúrájukon és nyelvükön keresztül kapcsolatban állnak és apacsoknak tartják magukat. Az apacs népek élőhelye azelőtt felölelte Kelet-Arizonát, Északnyugat-Mexikót, Új-Mexikót, Texas egyes részeit és a Nagy Síkságot.

## Jellemzésük
Sosem volt teljes egység az apacs törzsek között. Hét különböző nyelvet beszéltek. Az apacs törzsek jelenlegi felosztása tartalmazza a navahót, nyugati apacsokat, csirikavát, meszkalerókat, jikarillákat, lipanokat, és síkvidéki apacsokat (azelőtt kajova-apacs). Az apacs törzsek most főként Oklahomában és Texasban élnek és rezervátumaik vannak Arizonában és Új-Mexikóban. Sok navahó lakik egy 65 000 km² területű rezervátumban az Egyesült Államok „Four Corners” régiójában. Néhány apacs városokba (mint például New York) költözött.
Az apacs törzsek történelmileg nagyon erőteljesek voltak, századokon keresztül a spanyolokkal és mexikóiakkal állandó harcban álltak. Az első apacs rajtaütések Sonorán úgy tudjuk, hogy a késői 17. század folyamán zajlottak. Az amerikai hadsereg a különféle csatározások során úgy tapasztalta, hogy vad harcosok és ügyes hadvezérek. A hadviselés az apacs népek és az Euro-Amerikaiak között olyan sztereotípiákhoz vezetett, amelyeket gyakran torzítanak el félreértések.

## Az apacsok eredete

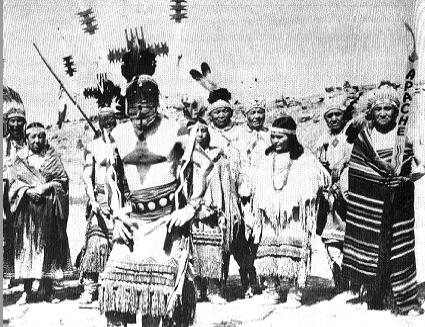

Az apacsok őshazája Kanada északnyugati részében volt, és valamikor az 1300-1400-as évek fordulóján, a spanyolok érkezése előtt jelentek meg a délnyugaton. Birtokukba vették a pueblo falvak körüli vidéket, és szent zarándokhelyeik megteremtésével jogot formáltak ezekre a területekre.

## Az apacs név eredete
Nevük a zunyi „apachu” szóból ered, ami ellenséget jelent. Az apacsok viszont nyelvjárásuktól függően többféleképpen nevezték magukat: tinneh, tinde, inde vagy nide és mindegyik jelentése „a nép”.

## Lásd még
- Az apacsok történelme
- Hikaría-apacs háború